# نيكولا مونتي
نيكولا مونتي (بالإيطالية: Nicola Monti)‏ هو مغني أوبرا إيطالي، ولد في 21 نوفمبر 1920 في ميلانو في إيطاليا، وتوفي في 1 مارس 1993 في فيدنزا في إيطاليا.

## وصلات خارجية
- نيكولا مونتي على موقع ميوزك برينز (الإنجليزية)
- نيكولا مونتي على موقع أول ميوزيك (الإنجليزية)
- نيكولا مونتي على موقع ديسكوغز (الإنجليزية)